# Thế giới phương Tây

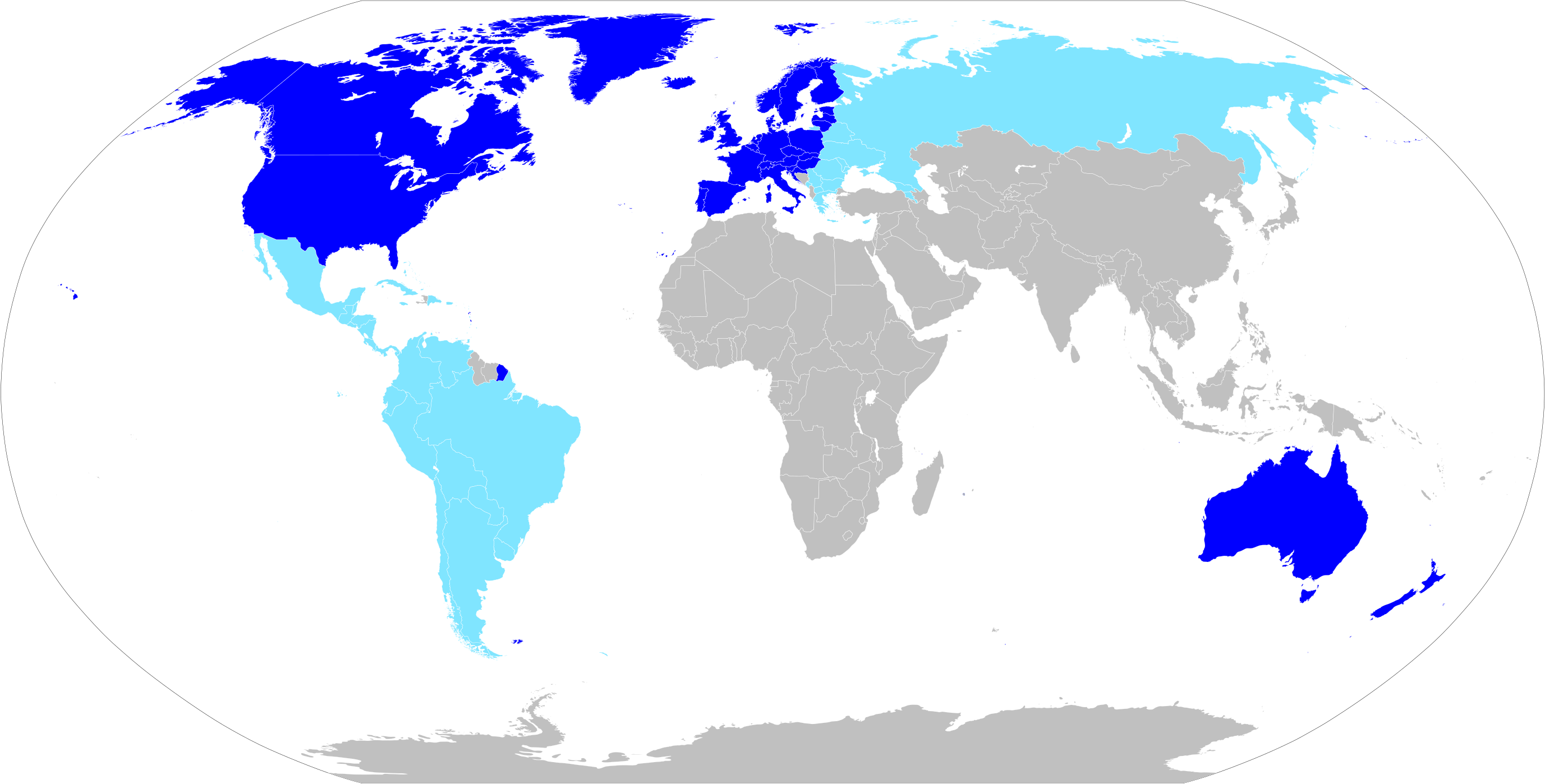
Thế giới phương Tây bắt nguồn từ cuốn sách Xung đột giữa các nền văn minh năm 1996 của Samuel P. Huntington: màu xanh nhạt là Châu Mỹ Latinh và thế giới Chính thống giáo, là một phần của phương Tây hoặc là những nền văn minh riêng biệt có liên quan mật thiết với phương Tây.

Thế giới phương Tây (Tiếng Anh: Western world), cũng gọi là Tây dương hoặc tên gọi cũ thái tây, chủ yếu đề cập đến các quốc gia và tiểu bang khác nhau ở các khu vực Australasia, Tây Âu  và Bắc Mỹ; với một số tranh luận về việc liệu những quốc gia ở Đông Âu và Mỹ Latinh có cấu thành phương Tây hay không.
Thế giới phương Tây cũng được gọi là (từ Latin  occidens 'hạ xuống, hoàng hôn, phía tây')  trái ngược với thế giới phương Đông là (từ Latin  oriens 'nguồn gốc, mặt trời mọc, phía đông'). Phương Tây được coi là một khái niệm đang tiến hóa; được tạo thành từ sức mạnh tổng hợp về văn hóa, chính trị và kinh tế giữa các nhóm người khác nhau chứ không phải là một khu vực cứng nhắc với các biên giới và thành viên cố định. Định nghĩa về "thế giới phương Tây" thay đổi tùy theo bối cảnh và quan điểm.
Khái niệm thế giới phương Tây bắt nguồn ở văn minh Hi Lạp, Đế quốc La Mã và về sau là Cơ Đốc giáo, trải qua thời kỳ Phục Hưng, Cải cách tôn giáo, Thời đại Khai sáng và thông qua sự bành trướng của chủ nghĩa đế quốc và chủ nghĩa thực dân mà hình thành thế giới phương Tây như ngày nay. Thời kì Chiến tranh Lạnh, quan điểm của thế giới phương Tây xác lập do chịu ảnh hưởng sâu sắc của văn hóa Cơ Đốc giáo và tư tưởng chủ nghĩa tự do, quốc gia chủ nghĩa tư bản phản đối chủ nghĩa cộng sản hình thành mặt trận theo chủ nghĩa chống cộng, có khác biệt ở quốc gia chủ nghĩa cộng sản mà chính trị và kinh tế không giống nhau.
Đây cũng là một khái niệm địa lý, từ thế kỉ XV tới nay, người Tây Âu nhìn tương đối hướng về Tây Á, Nam Á và Đông Á coi là phương Đông. Trong hàm nghĩa văn hoá đương đại, thế giới phương Tây ngoài bao gồm châu Âu ra cũng bao gồm thời kì thực dân châu Âu có nguồn gốc từ số lượng nhiều người nhà tổ tiên của châu Âu di dân đến quốc gia của châu Mỹ và châu Đại Dương.
Thuật ngữ này trước đây nhằm để chỉ sự khác biệt thuần địa lý, nhằm chỉ sự đối lập giữa châu Âu với các quốc gia nằm ở phía đông (phương Đông và châu Á), nhưng ngày nay nó không còn có ý nghĩa về địa lý nữa. Những quốc gia được chấp nhận là một phần của thế giới phương Tây ngày nay nằm ở cả hai bán cầu, được phân chia bởi kinh tuyến gốc của Trái Đất nằm ở Greenwich.
Người Trung Quốc cổ đại lấy Trung Quốc làm trung tâm, làm pháp quy để xác định "thế giới phương Tây". Triều Nhà Minh lấy khoảng giữa đảo Kalimantan và Brunei làm mốc giới, về phía đông gọi là Đông dương, về phía Tây gọi là Tây dương, cho nên cái mà quá khứ gọi là xứ Nam Hải (tức Biển Đông) và xứ Tây Nam Hải thì Nhà Minh gọi là Đông dương và Tây dương, hơn nữa, biển của vịnh Xiêm La, thì gọi là Trướng Hải.

## Văn hóa phương Tây
Văn hóa phương Tây bắt nguồn ở bồn địa Địa Trung Hải và vùng phụ cận của nó, Hy Lạp thường hay được dẫn dụng làm là đất khởi nguyên của nó. Văn hoá phương Tây chịu ảnh hưởng của các nền văn minh Tây Á vĩ đại và cổ xưa, giống như là Phoenicia, Israel cổ đại, Sumer và Babylon. Làn sóng bành trướng thứ nhất là sự chinh phục và truyền bá cùng với sự bành trướng lãnh thổ của Đế quốc La Mã đến tất cả vùng đất dọc bờ biển Địa Trung Hải và vùng đất dọc bờ biển phía nam Biển Đen, làn sóng bành trướng thứ hai là truyền bá Cơ Đốc giáo, Cơ Đốc giáo hoá Anh Quốc (thế kỉ V Công Nguyên), Cơ Đốc giáo hoá Bulgaria (thế kỉ IX Công Nguyên), Cơ Đốc giáo hoá Rus' Kiev (Ukraina và Nga, thế kỉ X Công Nguyên), Cơ Đốc giáo hoá Bắc Âu (thế kỉ XII Công Nguyên), Cơ Đốc giáo hoá Litva (thế kỉ XIV Công Nguyên), thúc đẩy toàn bộ châu Âu gia nhập văn hoá Kitô giáo phương Tây.
Tác phẩm "Diễn tiến văn minh" của nhà sử học Carroll Quigley cho rằng văn hoá Cơ Đốc giáo phương Tây ra đời khoảng chừng vào năm 500 sau Công Nguyên, sau khi Đế quốc Tây La Mã diệt vong. Nó mang đến tư tưởng mới lạ rồi phát triển mạnh mẽ. Giữa thời gian Đế quốc Tây La Mã diệt vong và thời kỳ Phục Hưng, Tây Âu trải qua cuộc suy thoái biên độ lớn lần thứ nhất nhưng sau đó thích ứng, điều chỉnh và lần thứ hai phát triển sản xuất, khoa học kỹ thuật và chính trị. Thời kì này kéo dài khoảng 1000 năm được gọi là thời Trung Cổ, thời kì mới mở đầu trong giai đoạn này được gọi là thời đại đen tối, sau đó phương Tây trải qua thời kỳ Phục Hưng nhằm phản tỉnh và phát triển các ngành nghệ thuật, khoa học và triết học.
Do Đế quốc Đông La Mã và các cơ cấu của giáo đường Cơ Đốc giáo còn tồn tại, tri thức của thời kì Đế quốc La Mã được bảo lưu một phần ở thời kì Trung Cổ. Kỹ thuật Tây Âu truyền bá qua bán đảo Ả Rập rồi vào Trung Quốc và Ấn Độ. Từ thời Phục Hưng tới nay, Tây Âu phát triển tạo ra ảnh hưởng vượt qua sự ảnh hưởng của văn minh Hi Lạp, Đế quốc La Mã và Thế giới Hồi giáo, do Cách mạng công nghiệp, Cách mạng khoa học và Cách mạng thương nghiệp, khiến cho Đế quốc thực dân Tây Âu thống trị một vùng đất rộng lớn trên thế giới cho đến giữa thế kỉ XX. Sự bành trướng này khiến cho sự truyền bá của Cơ Đốc giáo mở rộng ra toàn thế giới.
Dân chúng tín phụng ba lưu phái Cơ Đốc giáo lớn (Giáo hội Công giáo La Mã, Tân giáo Cơ Đốc và Chính thống giáo Đông phương), lấy giáo đường làm kiến trúc tinh thần chủ yếu, có hưởng tự do tôn giáo và tự do ngôn luận, chữ viết ngôn ngữ phần nhiều sử dụng chữ cái Latinh, về mặt văn hoá phần nhiều kế thừa văn hoá Hy Lạp cổ đại và La Mã cổ đại của lịch sử xa xưa.

## Các quốc gia phương Tây
- Bắc Âu:
  -  Vương quốc Na Uy
  -  Vương quốc Đan Mạch
  -  Cộng hoà Phần Lan
  -  Cộng hoà Iceland
  -  Vương quốc Thụy Điển
- Tây Âu:
  -  Vương quốc Liên hiệp Anh và Bắc Ireland
  -  Cộng hòa Ireland
  -  Vương quốc Hà Lan
  -  Vương quốc Bỉ
  -  Cộng hoà Pháp
- Nam Âu:
  -  Vương quốc Tây Ban Nha
  -  Cộng hoà Bồ Đào Nha
  -  Cộng hoà Ý
- Trung Âu:
  -  Cộng hoà Liên bang Đức
  -  Cộng hoà Áo
  -  Liên bang Thuỵ Sĩ
- Bắc Mỹ
  -  Hợp chúng quốc Hoa Kỳ
  -  Canada
- Tây Nam Thái Bình Dương
  -  Thịnh vượng chung Úc
  -  New Zealand

Một số học giả định nghĩa rộng hơn về thế giới phương Tây, do đó những nước sau đây cũng được coi là các quốc gia phương Tây:
- Estonia
- Latvia
- Lithuania
- Armenia
- Georgia
- Belarus
- Moldova
- Nga
- Ukraine
- Áo
- Cộng hòa Séc
- Croatia
- Hungary
- Ba Lan
- Romania
- Serbia
- Slovakia
- Slovenia
- Albania
- Bosnia và Herzegovina
- Bulgaria
- Hy Lạp
- Thổ Nhĩ Kỳ
- Montenegro
- Bắc Macedonia
- Kosovo
- Argentina
- Brazil
- Bolivia
- Chile
- Colombia
- Costa Rica
- Cuba
- Dominican Republic
- Ecuador
- El Salvador
- Guatemala
- Haiti
- Honduras
- Mexico
- Nicaragua
- Panama
- Peru
- Uruguay
- Venezuela

Bởi vì đại bộ phận quốc gia mà liệt kê ở phần trên tập trung ở đại lục Âu – Mĩ, cho nên có lúc cũng gọi là "quốc gia Âu – Mĩ". Thế giới phương Tây chỉ kinh tế thị trường tư bản về phương diện kinh tế và vùng đất Cơ Đốc giáo về phương diện văn hoá. Khái niệm thế giới phương Tây xưa nhất chỉ là khái niệm địa lý, trước mắt khái niệm văn hoá của nó càng ngày càng chính xác.
Ngoài việc phân chia quốc gia phương Đông và phương Tây truyền thống ra, nước Nhật Bản là quốc gia tương đối đặc thù, nước Nhật Bản mặc dù thuộc về phương Đông về phương diện địa lí, nhưng mà bởi vì thực hành chế độ chính trị dân chủ và có nền kinh tế theo chủ nghĩa tư bản của phương Tây cho nên nước Nhật Bản được gọi là quốc gia đã phương Tây hóa.

## Phân chia phương Tây và phương Đông
Sau khi Chiến tranh thế giới thứ hai kết thúc, đã xuất hiện 2 khối đối lập ở châu Âu. Khối chủ nghĩa xã hội lấy Liên bang nước Cộng hoà xã hội chủ nghĩa Xô-viết làm nước đứng đầu và khối chủ nghĩa tư bản lấy Hợp chúng quốc Hoa Kỳ làm nước cầm đầu và cuộc đối đầu giữa hai khối này được gọi là Chiến tranh lạnh, các học giả đem "quan hệ" của hai khối này ra làm tượng trưng cho "quan hệ" phương Đông và phương Tây (gọi ngắn là quan hệ Đông – Tây). Tuy nhiên cách phân loại này không còn tồn tại khi mà khối Đông Âu xã hội chủ nghĩa đã sụp đổ, và nhiều quốc gia trong số này đã gia nhập EU và NATO.
Trừ việc tính toán và phân chia quốc gia Đông – Tây truyền thống ra, Liên bang Nga và nước Nhật Bản là hai nước lớn tương đối đặc thù. Cả hai quốc gia này đều có những điểm tương đồng cũng như khác biệt so với các nước Tây Âu và Bắc Mỹ khiến cho nhiều học giả chia rẽ về việc có nên xếp hai nước này vào nhóm các nước phương Tây hay không. Trên thực tế thì Liên bang Nga thuộc về thế giới phương Tây theo các phương diện chủng tộc, văn hoá và địa lý, nhưng mà bởi vì các nguyên nhân như chế độ chính trị và sức mạnh tổng hợp quốc gia của nó, cho nên vào trước năm 1991 Nga không được công nhận là một quốc gia phương Tây. Nước Nhật Bản có sự tương đồng với phương Tây về thể chế chính trị, cho nên một số học giả đã xếp Nhật vào nhóm các nước phương Tây. Tuy nhiên, về phương diện chủng tộc, văn hoá và địa lý thì Nhật lại thuộc về phương Đông (Đông Á).